# Vénuste Niyongabo
Vénuste Niyongabo OLY (Vugizo, Burundi, 9 de diciembre de 1973). Atleta de Burundi especialista en pruebas de media distancia que fue campeón olímpico de los 5.000 metros en los Juegos de Atlanta 1996.

## Biografía
Nació en Vugino, localidad situada al sur de Burundi, y pertenece a la etnia tutsi. Se dio a conocer en 1992 cuando fue 2.º en los 1.500 m de los mundiales junior celebrados en Seúl, tras el keniano Atoi Boru.
Su primera gran competición a nivel absoluto fueron los Campeonatos del Mundo de Stuttgart 1993, donde fue eliminado en las semifinales de 1.500 m.
En los años siguientes fue uno de los mejores corredores de 1.500 m del mundo, ganando la mayoría de carreras que disputó. En 1994 y 1995 acabó segundo del ranking mundial del año en esa prueba, solo por detrás del argelino Noureddine Morcelli. En los Campeonatos del Mundo de Gotemburgo 1995 ganó la medalla de bronce, tras Morceli y el marroquí Hicham El Guerrouj.
En los Juegos Olímpicos de Atlanta 1996 partía como uno de los favoritos para ganar el oro en los 1.500 metros. Sin embargo en un acto de generosidad, decidió ceder su plaza en esta prueba a su compatriota Dieudonné Kwizera, que no había podido participar en los Juegos de 1988 y 1992 debido a que por esa época Burundi aún no contaba con un Comité Olímpico Nacional. De esta forma Niyongabo se inscribió en la prueba de 5.000 metros, que sólo había corrido en dos ocasiones anteriormente.
Pese a todo Niyongabo dio la gran sorpresa y acabó ganando la medalla de oro gracias a su prodigioso sprint final con 13:07,96 por delante del Paul Bitok (plata con 13:08,16) y del marroquí Khalid Boulami (bronce con 13:08,37). Era la primera, y hasta hoy única, medalla olímpica en la historia de Burundi.
Después de los Juegos su carrera se vio afectada por las lesiones, y nunca volvió a recuperar el nivel exhibido anteriormente. Intentó defender su título olímpico en los Juegos de Sídney 2000, pero falló estrepitosamente, acabando 15º en su semifinal.
Ese año se retiró del atletismo, y posteriormente ha estado trabajando para la compañía de ropa deportiva Nike.

## Marcas personales
- 800 metros - 1:45,13 (Rovereto, 24 jul 1994)
- 1.500 metros - 3:29,18 (Bruselas, 22 ago 1997)
- Milla - 3:46,70 (Berlín, 26 ago 1997)
- 5.000 metros - 13:03,29 (París, 3 jun 1996)